# 锯塘鳢
锯塘鳢（学名：Prionobutis koilomatodon）为塘鳢科锯塘鳢属的鱼类。分布于印度洋北部沿岸至日本以及中国南海、台湾海峡、东海等海域，属于近岸暖水性底层鱼类。其一般栖息于海滨礁石中或生活于退潮后的小水洼中。